# Brian T. Delaney
Brian T. Delaney (ur. 17 listopada 1976 w Filadelfii) – amerykański aktor dubbingowy.

## Dubbingi[1]

### Filmy i seriale
- Mad jako Art, Grumpy Bear, Po, Scoop i Soren (2010)
- Pan Popper i jego pingwiny jako młody Tom Popper (2011)
- Pamięć absolutna jako dyspozytor (2012)
- Batman Unlimited: Miasto w mroku jako Jonathan Crane (2015)
- Voltron: Legendary Defender jako członek eskorty (2016)
- Gru, Dru i Minionki jako oficer i spoker; Justice League Dark jako przywódca całunu; Resident Evil: Wendetta jako żołnierze (2017)
- Miłość, śmierć i roboty jako pilot (2019)
- A gdyby…? jako Peter Quill[2]; Injustice jako Hal Jordan; Liga potworów jako krępy mężczyzna (2021)
- Morska bestia jako Jim Nicklebones (2022)

### Gry
- Kung Fu Panda jako modliszka; Kung Fu Panda: Legendary Warriors jako modliszka i pawian (2008)
- Sonic and All-Stars Racing Transformed jako Ralph Demolka; Wreck-It Ralph: The Video Game jako Ralp Demolka (2012)
- Disney Infinity jako Ralph Demolka (2013)
- SMITE jako Thor; Titanfall jako żołnierze (2014)
- Fallout 4 jako jedyny ocalały; Halo 5: Guardians jako Roland (2015)
- Hitman jako Silvio Caruso; Mighty No. 9 jako Batgtalion; XCOM 2 jako żołnierz (2016)
- Fortnite Battle Royale jako Hohn Jones; LawBreakers jako Helix (2017)
- Guardian Tales jako Garam (2020)